# Aprenentatge per al domini
La teoria de l'aprenentatge per al domini, basada en les recerques de Benjamin Bloom, és un mètode d'ensenyament en el qual el grup avança pas a pas en els estadis de domini d'una competència i, fins que no s'assoleix un grau, no es passa al següent, de manera que no queden estudiants enrere. Per a aquells que no assoleixen el domini desitjat com la resta dels companys reben un reforç específic, mentre que els més avançats amplien matèria d'altres camps del coneixement, fins que tots junts poden rebre informació del nou estadi.
Els mètodes d'aprenentatge del mestratge suggereixen que el focus d'instrucció ha de ser el temps necessari perquè diferents estudiants aprenguin el mateix material i aconsegueixin el mateix nivell de domini. Això contrasta molt amb els models d'ensenyament clàssics, que se centren més en les diferències en la capacitat dels estudiants i en què tots els estudiants tenen aproximadament el mateix temps per aprendre i el mateix conjunt d'instruccions.
Els avantatges del mètode són la seva efectivitat, que pot actuar com a prevenció del fracàs escolar, ja que no s'acumulen llacunes, i l'atenció a la diversitat, mentre que les crítiques se centren en el cas dels grups que avancen més lents que els altres per tenir més elements de baix nivell, fet que pot allargar el procés global.